# Bryophyllum
Bryophyllum là một chi thực vật có hoa trong họ Crassulaceae.